# Dyjákovičky

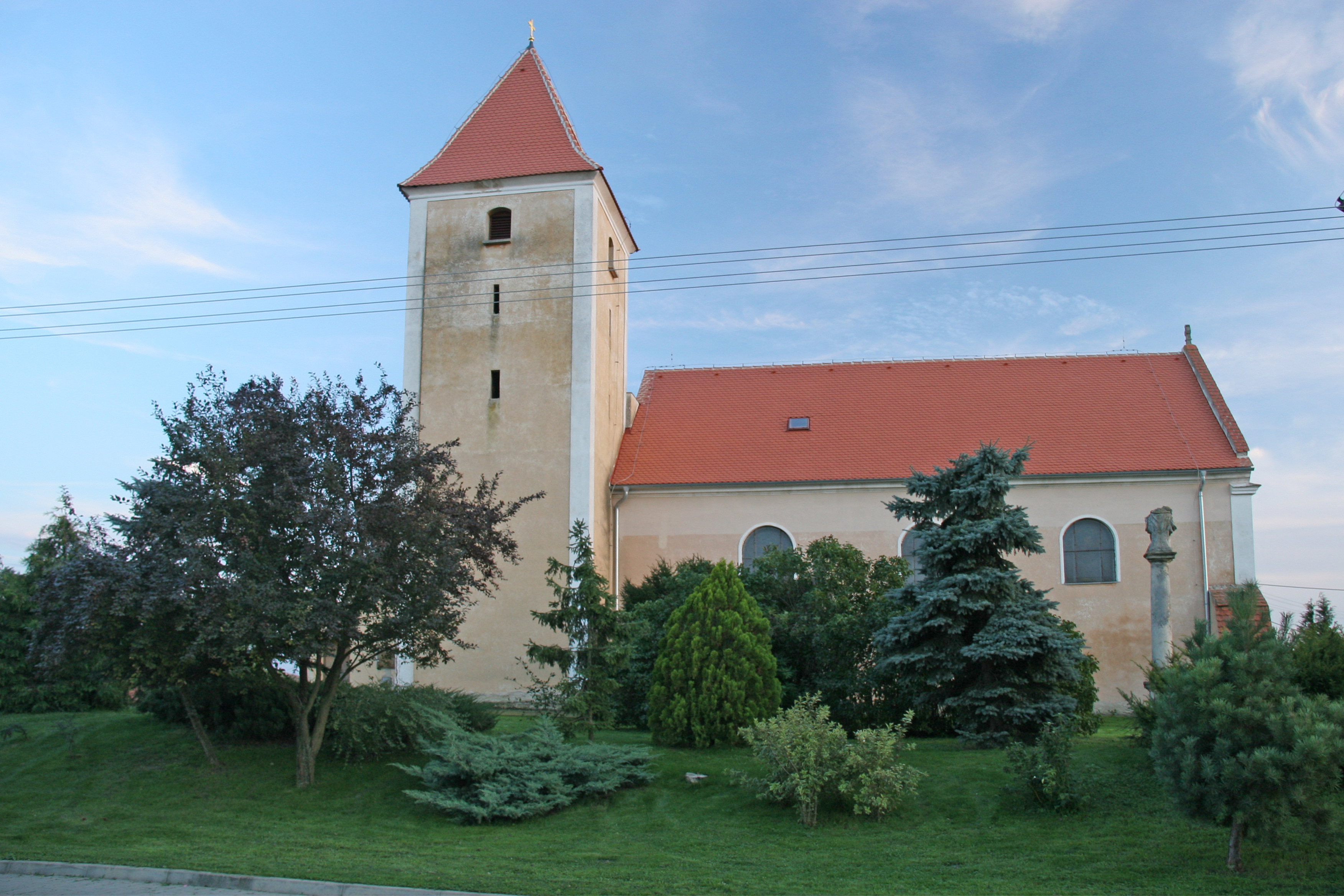
Veitskirche

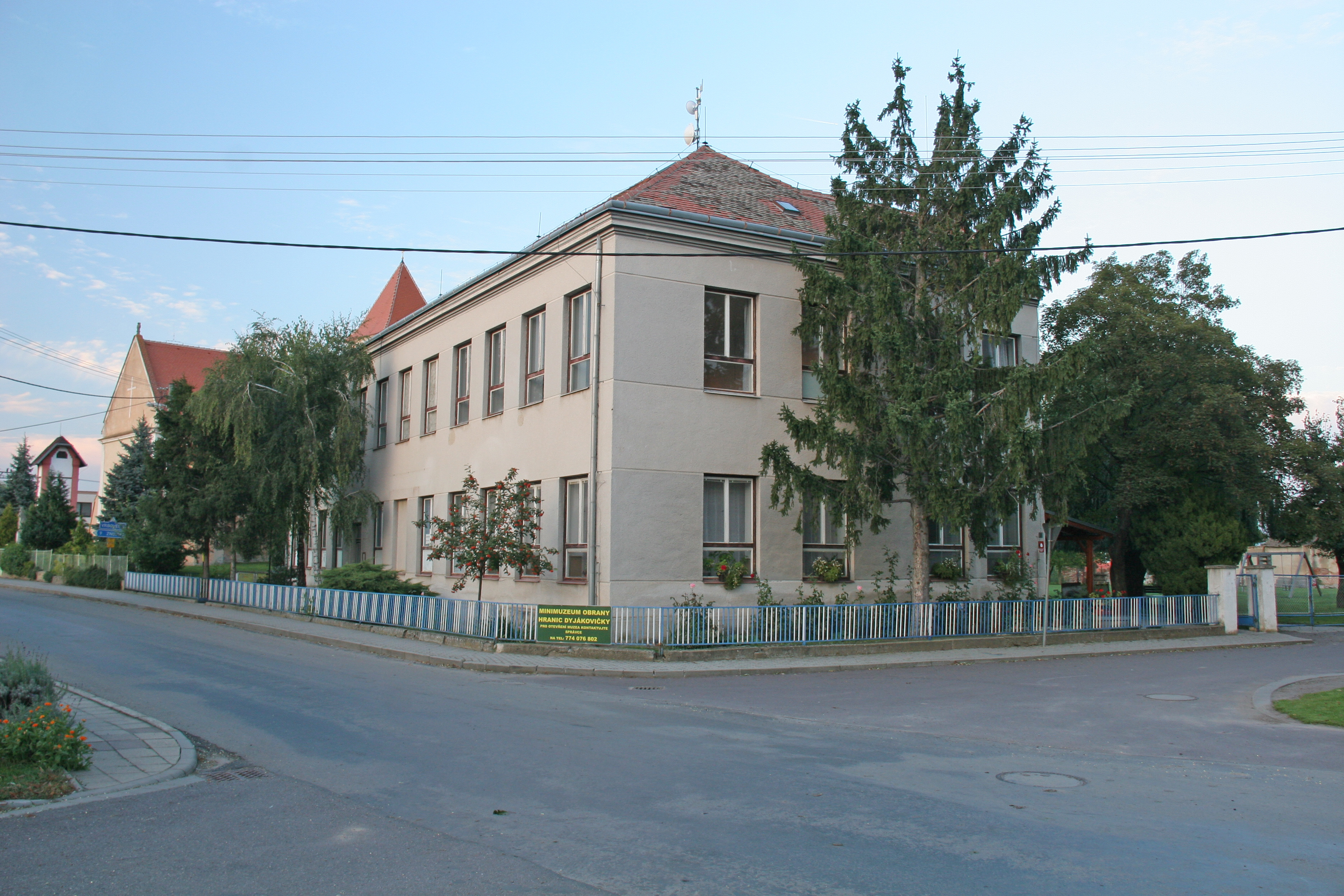
Schule

Dyjákovičky (deutsch Klein Tajax) ist eine Gemeinde im Okres Znojmo (Bezirk Znaim), Jihomoravský kraj (Region Südmähren) in der Tschechischen Republik. Dyjákovičky liegt etwa 10 km von der Grenze zu Österreich entfernt.

## Geographie
Durch den Ort fließt der „Daníž“ („Danischbach“). Nachbarorte sind Chvalovice (Kallendorf) im Westen, Vrbovec (Urbau) im Norden und Hnízdo (Gnast) im Osten. Im Süden liegt die tschechisch-österreichische Staatsgrenze mit Kleinhaugsdorf. Der Ort selbst ist als ein Breitangerdorf angelegt.

## Geschichte
Die bis 1945 gesprochene „ui“-Mundart (nordbairisch) mit ihren speziellen bairischen Kennwörtern weist auf eine Besiedlung durch bairische deutsche Stämme aus dem oberpfälzischen Raum hin, wie sie nach 1050, aber vor allem im 12/13. Jahrhundert erfolgte. Die erste urkundliche Erwähnung des Ortes war im Jahre 1220. Ab 1409 erscheint die Namensform „Deiax superior“ bzw. „Unter-Tajax“ zur Unterscheidung von „Ober-Tajax“. Die heutige Namensform taucht zum ersten Mal im Jahre 1517 auf. Erst nach dem Dreißigjährigen Krieg wird dieser Name wieder in den Urkunden erwähnt. Klein-Tajax hatte auch eine kleine Kolonie namens „Haid“, welche immer zu Klein-Tajax gehörte. Ab dem Jahre 1560 wurde ein Teil der Ortschaft von der Herrschaft Joslowitz und der andere Teil vom Kloster Bruck verwaltet.
Der Ort führt seit dem Jahre 1710 Matriken.
Ein Großbrand vernichtete 1728 fast das gesamte Dorf. In den Jahren 1753 und 1779 wütete ein Großbrand in der Ortschaft und zerstörte auch viele alte Urkunden über die Ortsgeschichte. Im Jahre 1800 wurde ein neues Schulgebäude im Ort gebaut. Im Dritten Koalitionskrieg wurde der Ort 1805 und 1809 von französischen Truppen besetzt und geplündert. Während des Deutsch-Österreichischen Krieges, im Jahre 1866, quartierten sich preußische Truppen in Klein-Tajax ein und fordern hohe Kontributionen. Im 19. Jahrhundert wurden im Ort Spuren von Grabfeldern und einer Siedlung aus der Steinzeit entdeckt. Nach dem Abriss der alten Schule wurde 1891 eine neue gebaut und später auf drei Klassen erweitert. Die Einwohner von Klein-Tajax lebten von der Vieh- und Landwirtschaft, wobei der in Südmähren seit Jahrhunderten gepflegte Weinbau eine besondere Rolle einnahm. Aufgrund der Reblausplage, um 1900, wurde die Weinbaufläche stark in Mitleidenschaft gezogen. Bis 1925 waren die Anbauflächen um 60 % verringert. Die hohe Güte des Bodens mit einer bis zu 50 cm Humusschicht erlaubte den Anbau von Getreide und Gemüse von besonderer Qualität. So wurden neben verschiedenen Getreidesorten noch Mais, Rüben, Gurken und Obst angebaut. Ebenso konnte man auf dem Gemeindegebiet Hasen, Fasanen und Rebhühner jagen. Neben Kleingewerbe gab es noch ein Milchhaus und eine Ziegelei im Dorf.
Nach dem Ersten Weltkrieg zerfiel der Vielvölkerstaat Österreich-Ungarn. Der Vertrag von Saint-Germain, 1919, erklärte den Ort, der 1910 zu 99 % von Südmährern des bairisch-österreichischen Siedlungsraumes bewohnt war, zum Bestandteil der neuen Tschechoslowakischen Republik. In der Zwischenkriegszeit kam es durch die Neubesetzung von Beamtenposten zu einem vermehrten Zuzug von Personen tschechischer Nationalität. Im Jahre 1922 wurde eine tschechische Minderheitenschule eingerichtet. Die Freiwillige Feuerwehr wurde 1925 gegründet und die Elektrifizierung des Ortes erfolgte im Jahre 1931. Da die Spannungen zwischen den Volksgruppen sich vermehrten und bewaffnete Konflikte drohten, veranlassten die Westmächte die tschechische Regierung zur Abtretung der von Sudetendeutschen (späterer Überbegriff) bewohnten Randgebiete an Deutschland. Nach dem  Münchner Abkommen wurde Klein Tajax mit 1. Oktober 1938 ein Teil des deutschen Reichsgaus Niederdonau. Von 1939 bis 1945 waren Klein-Tajax, Kallendorf und Gerstenfeld zu einer Gemeinde zusammengeschlossen. 1940 wurde diese zusammengeschlossene Gemeinde in „Schatzberg“ umbenannt.
Im Zweiten Weltkrieg hatte der Ort 45 Opfer zu beklagen. Nach dessen Ende am 8. Mai 1945 wurde die Gemeinde  wieder der Tschechoslowakei zugeordnet. Einen Tag nach Kriegsende besetzten sowjetische Truppen den Ort. Dabei kam es zu Exzessen an der Bevölkerung und zu Ziviltoten. Nahtlos wurde der Ort anschließend von tschechischen „Partisanen“ (damalige Bezeichnung für die ortsfremden militanten Tschechen) übernommen, die das Standrecht verhängten und am 14. August 1945 alle deutschsprachigen Bürger wild über die Grenze nach Österreich vertrieben, auch dabei kam es zu Toten bei der Zivilbevölkerung. Das  Vermögen der deutschen Ortsbewohner wurde durch das Beneš-Dekret 108 konfisziert und die katholische Kirche in der kommunistischen Ära enteignet. Die nach Österreich vertriebenen Ortsbewohner wurden bis auf ca. 16 %, in Übereinstimmung mit den ursprünglichen Überführungs-Zielen des Potsdamer Kommuniqués, nach Deutschland weiter transferiert.

## Wappen und Siegel
Da die Ortschaft von zwei verschiedenen Herrschaften verwaltet wurde, gab es auch zwei verschiedene Siegel. Das Siegel des Ortsteils unter der Herrschaft Joslowitz zeigte einen Baum über einem Pflugeisen in einer Umschrift. Das andere Siegel des Klosters Bruck zeigte ein Pflugeisen beseitet von den Initialen „G – M“.
Im 19./20. Jahrhundert führte das Dorf ein Siegel, welches einen Eichenreis als Schmuck und eine Umschrift zeigt. Von 1919 bis 1938 war dieses Siegel zweisprachig.

## Bevölkerungsentwicklung
| Volkszählung | Einwohner gesamt | Volkszugehörigkeit der Einwohner | Volkszugehörigkeit der Einwohner | Volkszugehörigkeit der Einwohner |
| Jahr         | Einwohner gesamt | Deutsche                         | Tschechen                        | Andere                           |
| ------------ | ---------------- | -------------------------------- | -------------------------------- | -------------------------------- |
| 1880         | 896              | 889                              | 6                                | 1                                |
| 1890         | 890              | 886                              | 4                                | 0                                |
| 1900         | 914              | 911                              | 3                                | 0                                |
| 1910         | 897              | 893                              | 4                                | 0                                |
| 1921         | 960              | 878                              | 70                               | 12                               |
| 1930         | 997              | 943                              | 41                               | 13                               |

## Sehenswürdigkeiten
- Pfarrkirche des hl. Veit (1220) Bilder von Josef Winterhalter und romanischer Turm mit Zeltdach, Kirchenbrände 1626 und 1753
- Bildsäule (1890)[14]
- Pfarrhaus (1740)
- Mariensäule (Pestmalter, 1701)
- Kriegerdenkmal (1924)
- Statuen des Hl. Johannes von Nepomuk, des Hl. Florian, des Hl. Vitus, des Hl. Johannes des Täufers und der Hl. Dreifaltigkeit

## Brauchtum
Reiches Brauchtum bestimmte den Jahresablauf der 1945/46 vertriebenen, deutschen Ortsbewohner:
- Der Fasching dauert drei Tage, am zweiten wird das Präsent ausgetanzt. Das Mädchen, welches beim Vorbeitanzen an einer von den Burschen aufgestellten Kassa das meiste Geld spendet, bekommt das ausgestellte „Präsent“, eine Pendeluhr, einen Spiegel o. ä. Die Gewinnerin erhält nicht nur das Präsent, sondern hat auch drei Solotänze und Wahl des Partners.
- Für den 24. April ist die alljährliche Grenzbegehung vorgesehen, die allerdings immer auf den darauffolgenden Samstag verlegt wird.
- Am 25. April, einem halben Feiertag, findet die Markus-Bittprozession statt.
- An den drei Wochentagen vor Christi Himmelfahrt geht man in Bittprozessionen durch die Felder, jeden Tag in eine andere Richtung, an vier Stellen, vor Feldkreuzen, kleinen Kapellen oder Marterln, singt der Pfarrer eine Stelle aus dem Evangelium, dann betet er um den Wetter- und Wachstumsegen. Zuletzt singt die Gemeinde „Verleih uns den Frieden gnädiglich“.
- Das Weinlesefest mit abendlichem Tanz wird von der Feuerwehr veranstaltet. In den Häusern werden „ausgelegte“ Trauben (Tafeltrauben) gesammelt, die man bei der Ernte ausgesondert hat und in der Kammer aufhängt, wo sie sich zum Teil bis Weihnachten halten. Diese werden im Tanzsaal mit Weinlaub an die niedrige Decke gehängt und beim Tanzen „gestohlen“. Wer von einem amtierenden Hüter dabei erwischt wird, muss Strafe zahlen.
- Hochzeiten findet grundsätzlich zu Martini oder zu Fasching statt und dann nur am Dienstag. Die Hochzeiten dauern fast immer zwei Tage lang und umfassen 20 bis 150 Gäste, je nach Wohlstand und Größe der Verwandtschaft. Am dritten Sonntag vor der Hochzeit, dem Tag der ersten Auskündigung von der Kanzel, lädt das Brautpaar die Gäste ein, dasselbe tun am frühen Morgen des Hochzeitstages die Brautführer, die in jedem Haus reich bewirtet werden.

## Töchter und Söhne der Ortschaft
- Ferdinand Kauer (1751–1831), Komponist
- Hans Schmid (1893–1987), Militärmusiker und Komponist. Auch schrieb er den weltbekannten Rainermarsch.
- Raimund Nimführ (1874–1954), Meteorologe, Konstrukteur eines „Schwirrflüglers“ (Vorläufer des Hubschraubers).
- Hans Strömer (1889–1979), Kapellmeister der Hoch- und Deutschmeister 1927